# Hebbel am Ufer
Das Hebbel am Ufer (HAU) ist ein freies Theater in Berlin. Es besteht seit der Spielzeit 2003/04 mit drei Spielstätten, seit 2020 existiert mit HAU4 eine weitere (digitale) Bühne. Das HAU ist ein internationales Produktionshaus und Spielort für Festivals, Gastspiele und Koproduktionen, dazu gehören Veranstaltungen aus den Bereichen Theater, Tanz, Performance, Diskurs, Musik und Bildende Kunst. Es verfügt über kein eigenes Ensemble und zählt zu den Ankerinstitutionen für die freie darstellende Szene. Intendantin und Geschäftsführerin ist Annemie Vanackere.

## Spielstätten
Das HAU umfasst die folgenden drei Bühnen:
- Das traditionsreiche Hebbel-Theater, jetzt: HAU1, Stresemannstraße 29Koordinaten: 52° 30′ 1,3″ N, 13° 23′ 14,2″ O.
- Das Theater am Halleschen Ufer, jetzt: HAU2, Hallesches Ufer 34 (die frühere Schaubühne am Halleschen Ufer).
- Das Theater am Ufer, jetzt: HAU3, Tempelhofer Ufer 10 (eine Hinterhofbühne, die der polnische Regisseur Andrej Woron nach dem Mauerfall bespielt hatte).[3] Dieses unter Denkmalschutz stehende Hinterhofgebäude wurde 1892 als Werkstatt für den renommierten Kunstschmiedebetrieb von Eduard Puls erbaut.[4]
- Das Online-Programm HAU4 [5] ist seit März 2020 fester Bestandteil des HAU Hebbel am Ufer und zeigt virtuelle Projekte, wie zum Beispiel digitale Kunst, Games, Online-Performances, Podcasts und Videos.

Vor dem Zusammenschluss waren diese drei Häuser selbstständig, aber kaum noch besucht. Aber auch außerhalb dieser Häuser wird gespielt: Im Berliner Stadtraum werden Installationen und Performances veranstaltet, die auch Publikum und Anwohner einbeziehen, etwa das Open-Air-Projekt La Marea im Wrangelkiez, YEW: outside von Angela Schubot und Jared Gradinger im Botanischen Volkspark Blankenfelde-Pankow oder das Festival Berlin bleibt!, bei dem teilweise das ehemalige Postbank-Gebäude am Halleschen Ufer bespielt wurde.

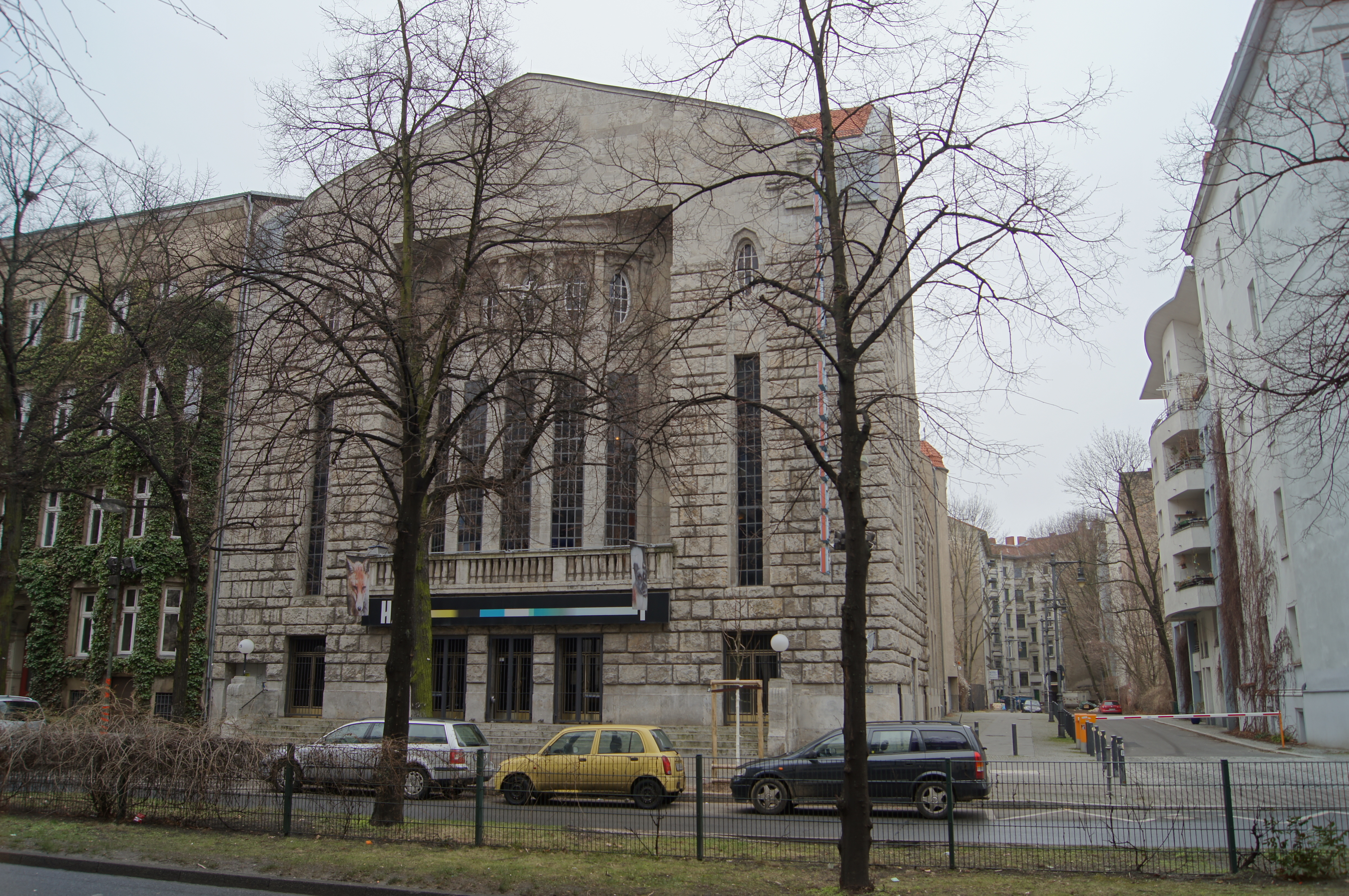
HAU1
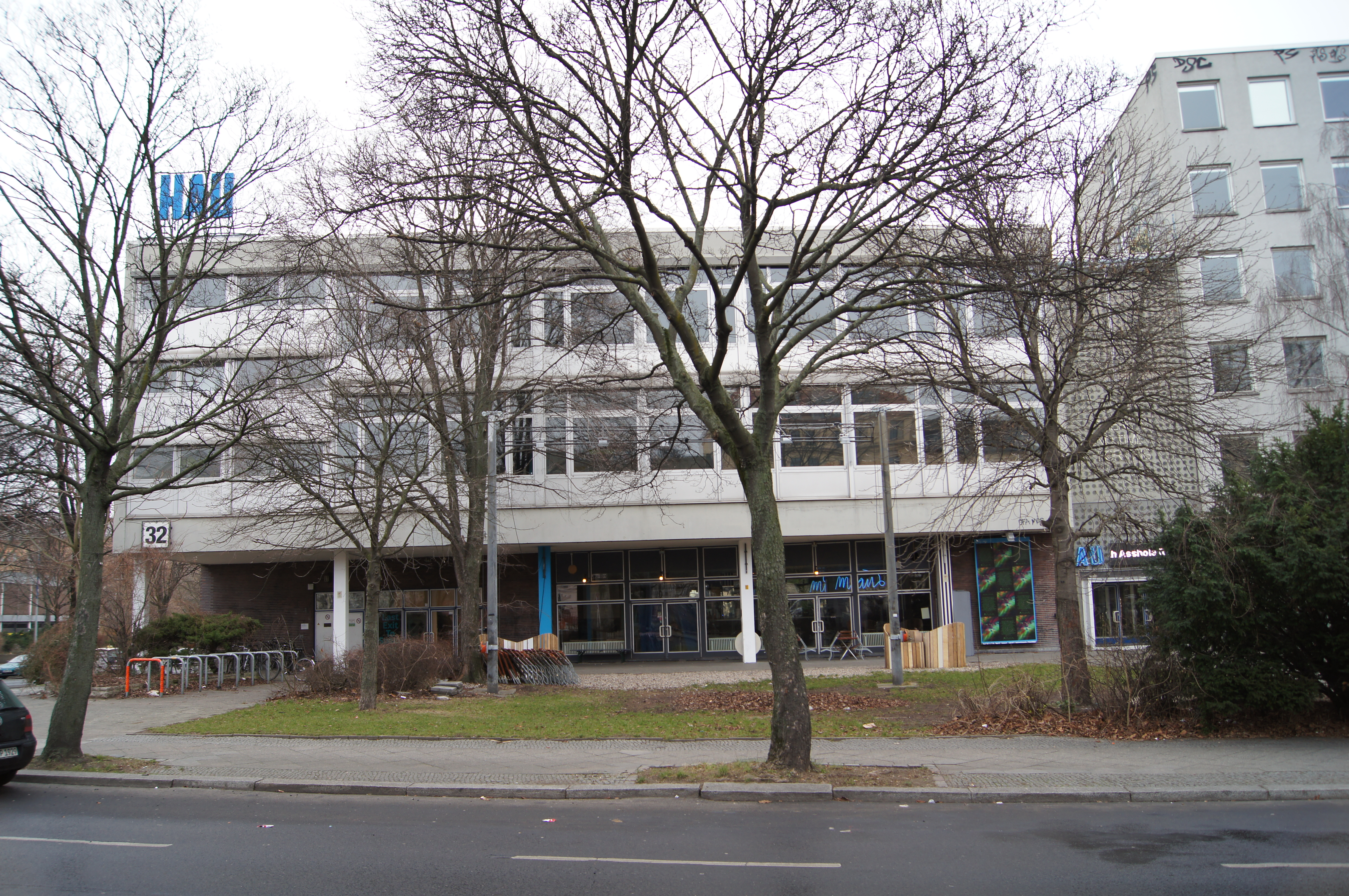
HAU2
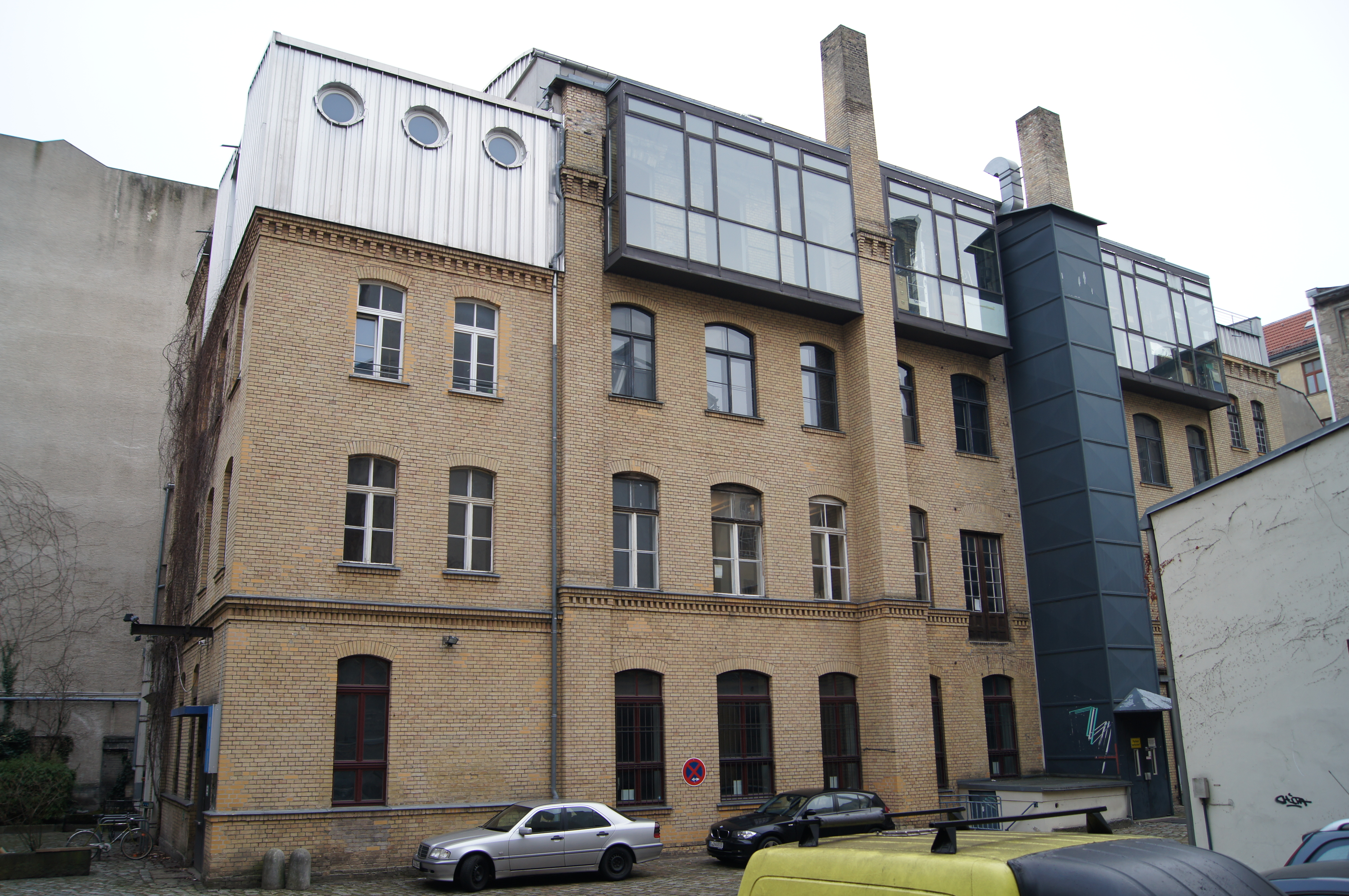
HAU3

## Leitung
Erster Intendant war Matthias Lilienthal, der zuvor Dramaturg am Theater Basel, Chefdramaturg der Volksbühne am Rosa-Luxemburg-Platz und 2002 Leiter des Festivals Theater der Welt im Ruhrgebiet war. Seine Demission folgt dem Wunsch, alle zehn Jahre beruflich etwas wirklich Neues machen zu wollen.
Nachfolgerin Lilienthals seit der Spielzeit 2012/13 ist die Belgierin Annemie Vanackere, die bis dahin seit 1995 künstlerische Leiterin der Schouwburg in Rotterdam war. Ihr zunächst bis August 2017 befristeter Vertrag wurde vom Aufsichtsrat zuletzt im Mai 2024 bis August 2028 ein drittes Mal verlängert.

## Ausrichtung
Das HAU hat den Auftrag, das Erbe des Hebbel-Theaters als Gastspielort Berlins für international renommierte Gastspiele im Bereich Tanz und Theater weiterzuführen. Koproduktionen und Gastspiele von Künstlern und Gruppen aus aller Welt sowie Projekte der deutschen und lokalen freien Theater- und Tanzszene werden hier produziert und gezeigt.

### Leitung von Matthias Lilienthal
Das HAU zeichnete sich von Anfang an durch einen ausgeprägten politischen und avantgardistischen Anspruch aus. Lilienthal sagte, man habe „das Theater systematisch in ein Dokumentarfilmfestival verändert.“ Als zentrales Thema sah Lilienthal  Migration und machte deutlich, das HAU habe „den Globalisierungsbegriff, den es politisch oft kritisiert, in etwas Kulturell-Positives gewendet“. Sein unkonventionelles Programm brachte junge Zuschauer ins Theater.
Eva Behrendt von Theater heute bezeichnete 2012 „Gegenwärtigkeit“ als gemeinsames künstlerisches Kriterium der Veranstaltungen im HAU und stellte fest, das HAU habe ihr von allen Berliner Theatern ihre „Stadt am nächsten gebracht“. Rund ein Drittel der gezeigten Inszenierungen stammte aus dem intensiv betriebenen internationalen Austausch, ein weiteres Drittel kam über freie Off-Theater-Gruppen herein und zu einem Drittel widmete das HAU sich dem Tanztheater.

### Leitung von Annemie Vanackere
Im Jahr 2014, zwei Jahre nach dem Amtsantritt von Annemie Vanackere, äußerte Daniel Schrader vom Ballhaus Ost, in der Zeitschrift Theater heute die Ansicht, das HAU habe sich unter der neuen Leitung „noch internationaler ausgerichtet“ und sei „ein bisschen weniger ein Ort für junge, frische Berliner Künstler“.
Das HAU ist Spielort und seit 2013 Veranstalter des Berliner Festivals „Tanz im August“, das jährlich für drei Wochen lang Choreografen, Tänzer und Kompanien aus aller Welt zusammenbringt und in Kooperation mit anderen Berliner Spielstätten, in der ganzen Stadt präsentiert. 2018 feierte das von Nele Hertling 1988 gegründete Festival Tanz im August sein 30. Jubiläum. Seit 2015 ist das HAU Gründungsmitglied des Bündnis internationaler Produktionshäuser.
Verbindungen und Austausch mit dem Publikum schafft HAU to connect, das Vermittlungsprogramm des Theaters mit Kooperationsprojekten, Artist Talks und verschiedenen Formaten für Gruppen. Ein Fokus liegt dabei auf der Nachbarschaftsarbeit im Kiez. Im Houseclub arbeiten Künstler, Jugendliche und Schüler regelmäßig zusammen. Es besteht eine enge Partnerschaft mit der Hector-Petersen-Schule und der Fritz-Karsen-Schule.

## Künstler (Auswahl)
Regisseure, Choreografen und Gruppen, die seit 2004 regelmäßig mit dem Hebbel am Ufer zusammenarbeiten:
Andcompany & Co., Ariel Efraim Ashbel, Simone Aughterlony, Sebastian Baumgarten, Jérôme Bel, James Bridle, Neco Çelik, Ivo Dimchev, Forced Entertainment, Nicoleta Esinencu, Big Art Group, Gob Squad, Alvis Hermanis, Mette Ingvartsen, Hans-Werner Kroesinger, Shermin Langhoff, Ligia Lewis, Constanza Macras, Richard Maxwell, Thomas Meinecke, Rabih Mroué, Paul B. Preciado, Rimini Protokoll, Milo Rau, Angela Richter, Jochen Roller, Xavier Le Roy, Christiane Rösinger, Isabelle Schad, Christoph Schlingensief, She She Pop, Meg Stuart, Joana Tischkau, The Wooster Group, Peaches, Kat Válastur und Miet Warlop.

## Auszeichnungen
- 2004: Theater des Jahres, Auszeichnung durch die Zeitschrift Theater heute, erstmals an ein Gastspielhaus und erstmals an ein Off-Theater verliehen.
- 2012: erneut Theater des Jahres[20]
- 2012: Bestes Kulturplakat[21]

## Finanzierung
Das HAU ist ein freies Theater. Es verfügte 2014 über ein Budget von rund 4,6 Millionen Euro aus Subventionen des Landes Berlin, 2021 sind es 8,6 Millionen Euro. Es bezieht zahlreiche weitere Projektförderungen aus Quellen wie der Beauftragten für Kultur und Medien des Bundes, dem Hauptstadtkulturfonds, dem Berliner Senat, der Kulturstiftung des Bundes und anderer. Matthias Lilienthal nannte 2012 folgende Zahlen: Es stünden rund fünf Millionen Euro Theateretat zur Verfügung, dazu zwei Millionen aus Förderanträgen. Von diesen zwei Millionen Euro gingen 1,2 Millionen Euro auf Förderanträge der freien Gruppen zurück und etwa 800.000 Euro auf Zuschussbewilligungen an das HAU direkt.